# Svartmantlad hök
Svartmantlad hök (Tachyspiza melanochlamys) är en fågel i familjen hökar inom ordningen hökfåglar. Den förekommer på Nya Guinea.

## Utseende och läte
Svartmantlad hök är en medelstor rovfågel med knubbig kropp och litet huvud. Den har svart på rygg, stjärt och huvud, medan undersidan är djupt gulbrun, liksom i ett halsband. Den liknar flera andra hökar i sitt utbredningsområde, men har svart istället för grå ovansida. Ungfågeln liknar adult rostskuldrad hök, men är mindre med streckat huvud men utan rostskuldrade hökens svarta hjässa. Lätet beskrivs som en långsam serie med gissliga "wi! wi! wi!".

## Utbredning och systematik
Fågeln förekommer i bergsskogar på Nya Guinea. Den delas oftast in i två underarter med följande utbredning:
- melanochlamys – västra Nya Guinea (Vogelkopbergen)
- schistacinus – bergsskogar på centrala och östra Nya Guinea

Vissa behandlar arten som monotypisk.

### Släktskap
Arten placerades tidigare i släktet Accipiter. Genetiska studier visar dock att släktet så som det traditionellt är konstituerat är parafyletiskt, där kärrhökarna i Circus är inbäddade, men också släktena Erythrotriorchis och Megatriorchis. För att kärrhökarna ska kunna behållas i ett eget släkte delas därför Accipiter delas upp i flera mindre släkten, däriblamd Tachyspiza.

## Status
Arten har ett stort utbredningsområde och beståndet anses stabilt. Internationella naturvårdsunionen IUCN listar den därför som livskraftig (LC).